# Grå stubbhätta
Grå stubbhätta (Mycenella margaritispora) är en svampart som först beskrevs av Jakob Emanuel Lange, och fick sitt nu gällande namn av Rolf Singer 1962. Mycenella margaritispora ingår i släktet Mycenella och familjen Tricholomataceae.   Inga underarter finns listade i Catalogue of Life.
I den svenska databasen Dyntaxa används istället namnet Mycenella lasiosperma för samma taxon.  Arten är reproducerande i Sverige.